# Unično
Unično je hribovsko naselje v Občini Hrastnik. Pod hribom leži deponija komunalnih odpadkov za celotno Zasavje.